# Tewir
| ֽ | Sof pasuq       |  | ֑   | Etnachta            |
| ֶ | Segol (Trope)   |  | ֓ ׀ | Schalschelet gedola |
| ֔ | Zaqef qaton     |  | ֕   | Zakef gadol         |
| ֗ | Rewia           |  | ֖   | Tipcha              |
| ֮ | Zarqa (Trope)   |  | ֙   | Paschta             |
| ֚ | Jetiw           |  | ֛   | Tewir               |
| ֜ | Geresch (Trope) |  |    | Gerschajim (Trope)  |
| ֡ | Pazer           |  | ֟   | Qarne para          |
| ֠ | Telischa gedola |  | ֣ ׀ | Munach Legarmeh     |

| ֣ | Munach           |  | ֤ | Mahpach         |
| ֥ | Mercha           |  | ֦ | Mercha kefula   |
| ֧ | Darga (Trope)    |  | ֨ | Qadma           |
| ֩ | Telischa qetanna |  | ֪ | Jerach ben jomo |
| ֖ | Majela (Trope)   |  |  |                 |

Tewir ◌֛ (hebräisch תְּבִיר) ist eine Trope in der jüdischen Liturgie und zählt zu den Teamim, die im Tanach vorkommen.

## Bezeichnungen
| Trope                                                                          |
| ------------------------------------------------------------------------------ |
| von altgriechisch τρόπος tropos über jiddisch טראָפּ trop dt.: Betonung, Melodie |

In der aschkenasischen, sephardischen und italienischen Tradition wird es Tewir genannt. In der jemenitischen Tradition wird es auch Tawir oder Tawra genannt.

## Grammatik
Tewir ist eine disjunktive Trope der dritten Ebene. Es unterteilt ein Tipcha-Segment. Beide Zeichen erfüllen die Funktion einer Kadenz, wobei die Kadenz des übergeordneten Tipcha deutlicher zum Tragen kommt als die des untergeordneten Tewir.
Tewir kann unabhängig und selbstständig erscheinen, wenn das von Tewir betonte Wort das einzige Wort eines ganzen Segments darstellt. Ein Beispiel für die grammatikalische Struktur mit einem nur aus einem Wort bestehenden Tewir-Segment:
| Lev 4,5       | Lev 4,5 | Lev 4,5 | Lev 4,5 | Lev 4,5 | Lev 4,5 | Lev 4,5 | Lev 4,5 | Lev 4,5 | Lev 4,5 | Lev 4,5 | |
| ------------- | --- | --- | --- | --- | --- | --- | --- | --- | --- | --- | --- |
| Gesamter Vers | וְלָקַ֛ח הַכֹּהֵ֥ן הַמָּשִׁ֖יחַ מִדַּ֣ם הַפָּ֑ר וְהֵבִ֥יא אֹת֖וֹ אֶל־אֹ֥הֶל מוֹעֵֽד׃ Und der Priester, der gesalbt ist, soll vom Blut des Stieres nehmen und es in die Stiftshütte bringen Lev 4,5 | וְלָקַ֛ח הַכֹּהֵ֥ן הַמָּשִׁ֖יחַ מִדַּ֣ם הַפָּ֑ר וְהֵבִ֥יא אֹת֖וֹ אֶל־אֹ֥הֶל מוֹעֵֽד׃ Und der Priester, der gesalbt ist, soll vom Blut des Stieres nehmen und es in die Stiftshütte bringen Lev 4,5 | וְלָקַ֛ח הַכֹּהֵ֥ן הַמָּשִׁ֖יחַ מִדַּ֣ם הַפָּ֑ר וְהֵבִ֥יא אֹת֖וֹ אֶל־אֹ֥הֶל מוֹעֵֽד׃ Und der Priester, der gesalbt ist, soll vom Blut des Stieres nehmen und es in die Stiftshütte bringen Lev 4,5 | וְלָקַ֛ח הַכֹּהֵ֥ן הַמָּשִׁ֖יחַ מִדַּ֣ם הַפָּ֑ר וְהֵבִ֥יא אֹת֖וֹ אֶל־אֹ֥הֶל מוֹעֵֽד׃ Und der Priester, der gesalbt ist, soll vom Blut des Stieres nehmen und es in die Stiftshütte bringen Lev 4,5 | וְלָקַ֛ח הַכֹּהֵ֥ן הַמָּשִׁ֖יחַ מִדַּ֣ם הַפָּ֑ר וְהֵבִ֥יא אֹת֖וֹ אֶל־אֹ֥הֶל מוֹעֵֽד׃ Und der Priester, der gesalbt ist, soll vom Blut des Stieres nehmen und es in die Stiftshütte bringen Lev 4,5 | וְלָקַ֛ח הַכֹּהֵ֥ן הַמָּשִׁ֖יחַ מִדַּ֣ם הַפָּ֑ר וְהֵבִ֥יא אֹת֖וֹ אֶל־אֹ֥הֶל מוֹעֵֽד׃ Und der Priester, der gesalbt ist, soll vom Blut des Stieres nehmen und es in die Stiftshütte bringen Lev 4,5 | וְלָקַ֛ח הַכֹּהֵ֥ן הַמָּשִׁ֖יחַ מִדַּ֣ם הַפָּ֑ר וְהֵבִ֥יא אֹת֖וֹ אֶל־אֹ֥הֶל מוֹעֵֽד׃ Und der Priester, der gesalbt ist, soll vom Blut des Stieres nehmen und es in die Stiftshütte bringen Lev 4,5 | וְלָקַ֛ח הַכֹּהֵ֥ן הַמָּשִׁ֖יחַ מִדַּ֣ם הַפָּ֑ר וְהֵבִ֥יא אֹת֖וֹ אֶל־אֹ֥הֶל מוֹעֵֽד׃ Und der Priester, der gesalbt ist, soll vom Blut des Stieres nehmen und es in die Stiftshütte bringen Lev 4,5 | וְלָקַ֛ח הַכֹּהֵ֥ן הַמָּשִׁ֖יחַ מִדַּ֣ם הַפָּ֑ר וְהֵבִ֥יא אֹת֖וֹ אֶל־אֹ֥הֶל מוֹעֵֽד׃ Und der Priester, der gesalbt ist, soll vom Blut des Stieres nehmen und es in die Stiftshütte bringen Lev 4,5 | וְלָקַ֛ח הַכֹּהֵ֥ן הַמָּשִׁ֖יחַ מִדַּ֣ם הַפָּ֑ר וְהֵבִ֥יא אֹת֖וֹ אֶל־אֹ֥הֶל מוֹעֵֽד׃ Und der Priester, der gesalbt ist, soll vom Blut des Stieres nehmen und es in die Stiftshütte bringen Lev 4,5 | וְלָקַ֛ח הַכֹּהֵ֥ן הַמָּשִׁ֖יחַ מִדַּ֣ם הַפָּ֑ר וְהֵבִ֥יא אֹת֖וֹ אֶל־אֹ֥הֶל מוֹעֵֽד׃ Und der Priester, der gesalbt ist, soll vom Blut des Stieres nehmen und es in die Stiftshütte bringen Lev 4,5 |
| 1. Ebene      | וְהֵבִ֥יא אֹת֖וֹ אֶל־אֹ֥הֶל מוֹעֵֽד׃ Sof pasuq / Silluq-Gruppe | וְהֵבִ֥יא אֹת֖וֹ אֶל־אֹ֥הֶל מוֹעֵֽד׃ Sof pasuq / Silluq-Gruppe | וְהֵבִ֥יא אֹת֖וֹ אֶל־אֹ֥הֶל מוֹעֵֽד׃ Sof pasuq / Silluq-Gruppe | וְהֵבִ֥יא אֹת֖וֹ אֶל־אֹ֥הֶל מוֹעֵֽד׃ Sof pasuq / Silluq-Gruppe | וְהֵבִ֥יא אֹת֖וֹ אֶל־אֹ֥הֶל מוֹעֵֽד׃ Sof pasuq / Silluq-Gruppe | וְלָקַ֛ח הַכֹּהֵ֥ן הַמָּשִׁ֖יחַ מִדַּ֣ם הַפָּ֑ר Etnachta-Gruppe | וְלָקַ֛ח הַכֹּהֵ֥ן הַמָּשִׁ֖יחַ מִדַּ֣ם הַפָּ֑ר Etnachta-Gruppe | וְלָקַ֛ח הַכֹּהֵ֥ן הַמָּשִׁ֖יחַ מִדַּ֣ם הַפָּ֑ר Etnachta-Gruppe | וְלָקַ֛ח הַכֹּהֵ֥ן הַמָּשִׁ֖יחַ מִדַּ֣ם הַפָּ֑ר Etnachta-Gruppe | וְלָקַ֛ח הַכֹּהֵ֥ן הַמָּשִׁ֖יחַ מִדַּ֣ם הַפָּ֑ר Etnachta-Gruppe | |
| 2. Ebene      | אֶל־אֹ֥הֶל מוֹעֵֽד׃ | אֶל־אֹ֥הֶל מוֹעֵֽד׃ | אֶל־אֹ֥הֶל מוֹעֵֽד׃ | וְהֵבִ֥יא אֹת֖וֹ Tipcha | וְהֵבִ֥יא אֹת֖וֹ Tipcha | מִדַּ֣ם הַפָּ֑ר | מִדַּ֣ם הַפָּ֑ר | וְלָקַ֛ח הַכֹּהֵ֥ן הַמָּשִׁ֖יחַ Tipcha | וְלָקַ֛ח הַכֹּהֵ֥ן הַמָּשִׁ֖יחַ Tipcha | וְלָקַ֛ח הַכֹּהֵ֥ן הַמָּשִׁ֖יחַ Tipcha | |
| 3. Ebene      | אֶל־אֹ֥הֶל מוֹעֵֽד׃ | אֶל־אֹ֥הֶל מוֹעֵֽד׃ | אֶל־אֹ֥הֶל מוֹעֵֽד׃ | וְהֵבִ֥יא אֹת֖וֹ | וְהֵבִ֥יא אֹת֖וֹ | מִדַּ֣ם הַפָּ֑ר | מִדַּ֣ם הַפָּ֑ר | הַכֹּהֵ֥ן הַמָּשִׁ֖יחַ | הַכֹּהֵ֥ן הַמָּשִׁ֖יחַ | וְלָקַ֛ח Tewir | |

### Tewir mit Mercha oder Darga
| Tewir | Darga oder Mercha |
| ----- | ----------------- |
| ◌֛     | ◌֧ ◌֥               |

Befinden sich zwei Worte in einem Tewir-Segment, so gilt folgendes: Bezieht sich das vorhergehende Wort in der Bedeutung auf das Wort mit Tewir, dann wird es mit einem Verbinder gekennzeichnet.
Wenn die Akzente zwei oder mehr Silben auseinander liegen, wird Darga verwendet. Jacobson illustriert dies an den Beispielen Gen 5,25  שֶׁ֧בַע וּשְׁמֹנִ֛ים, Ex 19,22  וְגַ֧ם הַכֹּהֲנִ֛ים, 12,18  הָאֶחָ֧ד וְעֶשְׂרִ֛ים, 20,25  כִּ֧י חַרְבְּךָ֛, 16,4  לְמַ֧עַן אֲנַסֶּ֛נּוּ. Wenn die Akzente zusammenliegen, wird der Verbinder Mercha verwendet.

### Tewir in einer Gruppe aus drei Worten
Wenn sich drei Worte in einem Tewir-Segment befinden, erscheint ein zweiter Akzent vor Mercha oder Darga, nämlich Kadma oder Munach.
| Tewir | Darga oder Mercha | Kadma oder Munach |
| ----- | ----------------- | ----------------- |
| ֛      | ֥                  | ֨ ֣                 |

Jacobson illustriert dies für Kadma, Darga und Tewir an den Beispielen Ex 5,7  (לָתֵ֨ת תֶּ֧בֶן לָעָ֛ם), Lev 6,5  וּבִעֵ֨ר עָלֶ֧יהָ הַכֹּהֵ֛ן, Gen 24,29  וַיָּ֨רָץ לָבָ֧ן אֶל־הָאִ֛ישׁ, Gen 2,19  אֲשֶׁ֨ר יִקְרָא־לֹ֧ו הָֽאָדָ֛ם, Ex 21,16  וְגֹנֵ֨ב אִ֧ישׁ וּמְכָרֹ֛ו, 35,7  וְעֹרֹ֨ת אֵילִ֧ם מְאָדָּמִ֛ים.
Für Kadma, Mercha und Tewir illustriert Jacobson dies an den Beispielen Lev 6,3  אֲשֶׁ֨ר תֹּאכַ֥ל הָאֵ֛שׁ, Ex 16,4  הִנְנִ֨י מַמְטִ֥יר לָכֶ֛ם, Ex 37,12  וַיַּ֨עַשׂ לֹ֥ו מִסְגֶּ֛רֶת, Gen 27,7  הָבִ֨יאָה לִּ֥י צַ֛יִד, Gen 4,4  וְהֶ֨בֶל הֵבִ֥יא גַם־ה֛וּא, Ex 22,9  חֲמֹ֨ור אֹו־שֹׁ֥ור אֹו־שֶׂ֛ה.
Wenn sich der Akzent auf der ersten Silbe befindet, dann ist es Munach.
Jacobson illustriert dies für Munach, Darga und Tewir an den Beispielen Num 14,9  סָ֣ר צִלָּ֧ם מֵעֲלֵיהֶ֛ם, Num 2,10  דֶּ֣גֶל מַחֲנֵ֧ה רְאוּבֵ֛ן, Gen 31,32  נֶ֣גֶד אַחֵ֧ינוּ הַֽכֶּר־לְךָ֛, Lev 5,18  אַ֣יִל תָּמִ֧ים מִן־הַצֹּ֗אן.
Für Munach, Mercha und Tewir illustriert Jacobson dies an den Beispielen Lev 11,36  אַ֣ךְ מַעְיָ֥ן וּבֹ֛ור, Lev 24,2  שֶׁ֣מֶן זַ֥יִת זָ֛ךְ, Ex 12,6  עַ֣ד אַרְבָּעָ֥ה עָשָׂ֛ר, Lev 14,21  כֶּ֣בֶשׂ אֶחָ֥ד אָשָׁ֛ם.

### Tewir in einer Gruppe aus vier Worten
| Tewir | Darga oder Mercha | Kadma oder Munach | Telischa qetanna |
| ----- | ----------------- | ----------------- | ---------------- |
| ֛      | ֧ ֥                 | ֨ ֣                 | ֩                 |

Wenn sich vier Worte in einem Tewir-Segment befinden, erscheint ein dritter Akzent, der vor Munach oder Kadma auftritt. Meistens handelt es sich um Telischa qetanna.
Jacobson illustriert dies für Telischa qetanna, Kadma, Darga und Tewir an den Beispielen Gen 2,19  וְכֹל֩ אֲשֶׁ֨ר יִקְרָא־לֹ֧ו הָֽאָדָ֛ם, Dtn 34,8  וַיִּבְכּוּ֩ בְנֵ֨י יִשְׂרָאֵ֧ל אֶת־מֹשֶׁ֛ה, Gen 31,16  כֹּל֩ אֲשֶׁ֨ר אָמַ֧ר אֱלֹהִ֛ים, Gen 23,15  אֶרֶץ֩ אַרְבַּ֨ע מֵאֹ֧ת שֶֽׁקֶל־כֶּ֛סֶף, Gen 21,2  וַתַּהַר֩ וַתֵּ֨לֶד שָׂרָ֧ה לְאַבְרָהָ֛ם.
Für Telischa qetanna, Kadma, Mercha und Tewir illustriert Jacobson dies an den Beispielen Dtn 20,14  וְכֹל֩ אֲשֶׁ֨ר יִהְיֶ֥ה בָעִ֛יר, Gen 47,23  הֵן֩ קָנִ֨יתִי אֶתְכֶ֥ם הַיֹּ֛ום, Lev 24,9  קֹדֶשׁ֩ קָֽדָשִׁ֨ים ה֥וּא לֹ֛ו, Gen 33,16  וַיָּשָׁב֩ בַּיֹּ֨ום הַה֥וּא עֵשָׂ֛ו.

### Tewir in einer Gruppe aus fünf Worten
| Tewir | Darga oder Mercha | Kadma oder Munach | Telischa qetanna | Munach |
| ----- | ----------------- | ----------------- | ---------------- | ------ |
| ֛      | ֧ ֥                 | ֨ ֣                 | ֩                 | ֣       |

Wenn sich fünf Worte in einem Tewir-Segment befinden, erscheint ein vierter Akzent, der vor Telischa qetanna auftritt. Meistens handelt es sich um Munach.
Jacobson illustriert dies für Munach, Telischa qetanna, Kadma, Darga und Tewir an den Beispielen Genesis 42,13  (שְׁנֵ֣ים עָשָׂר֩ עֲבָדֶ֨יךָ אַחִ֧ים׀ אֲנַ֛חְנוּ), Genesis 47,24  (יִהְיֶ֣ה לָכֶם֩ לְזֶ֨רַע הַשָּׂדֶ֧ה וּֽלְאָכְלְכֶ֛ם).
Für Munach, Telischa qetanna, Kadma, Mercha und Tewir illustriert Jacobson dies an den Beispielen Numeri 35,18  (בִּכְלִ֣י עֵֽץ־יָד֩ אֲשֶׁר־יָמ֨וּת בֹּ֥ו הִכָּ֛הוּ), Numeri 35,17  (בְּאֶ֣בֶן יָד֩ אֲשֶׁר־יָמ֨וּת בָּ֥הּ הִכָּ֛הוּ).

### Vorkommen
Die Tabelle zeigt das Vorkommen von Tewir in den 21 Büchern.
| Teil des Tanach   | Tewir |
| ----------------- | ----- |
| Tora              | 2678  |
| Vordere Propheten | 2016  |
| Hintere Propheten | 1837  |
| Ketuvim           | 1329  |
| Gesamt            | 7860  |

### Melodie
Tewir wird leise gesungen, am Anfang geht man nach unten und am Ende nach oben («The Tevir is sung on a low tone, going downward at the beginning and upward at the end»).

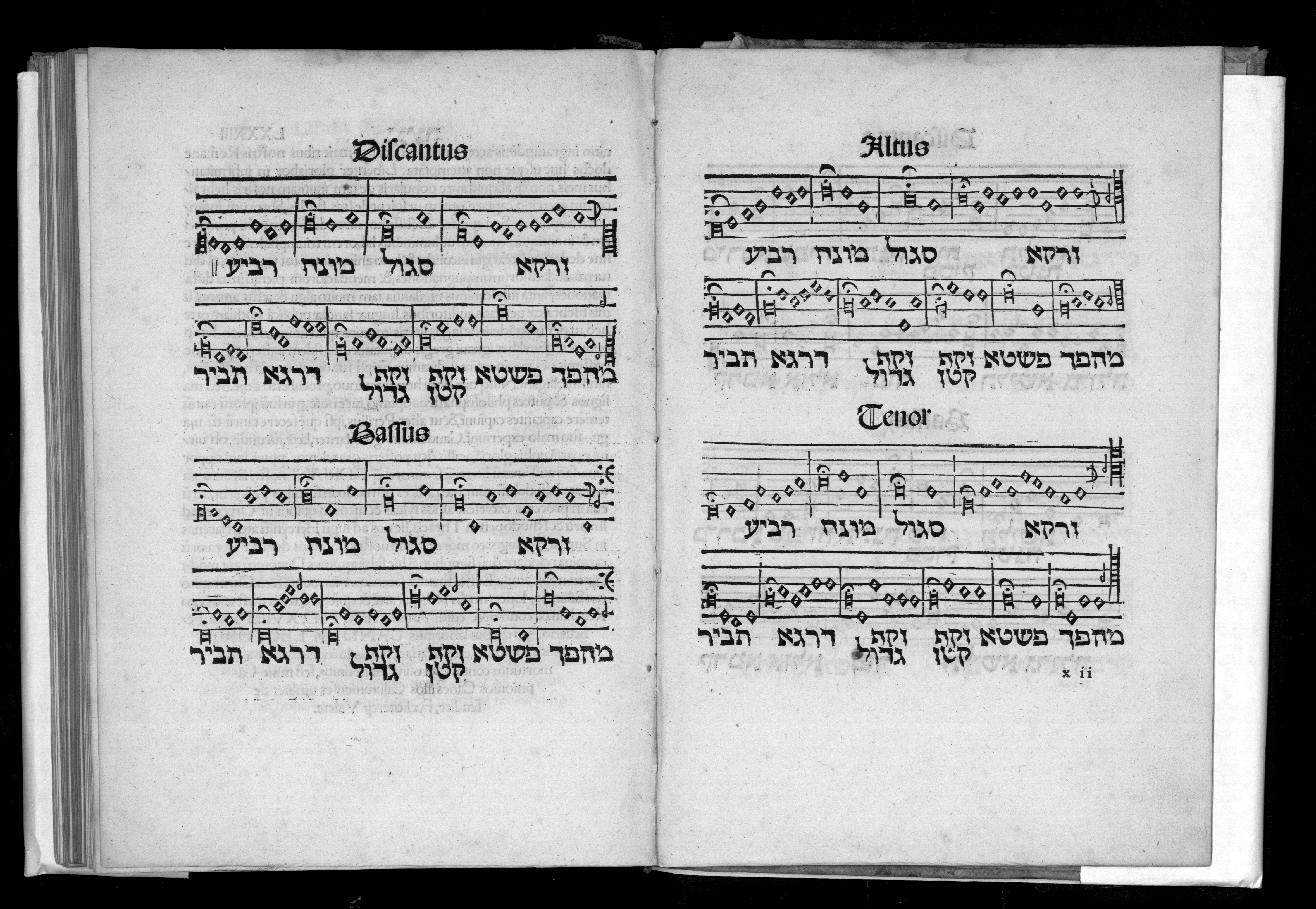
Tewir